# 특수작전특공대

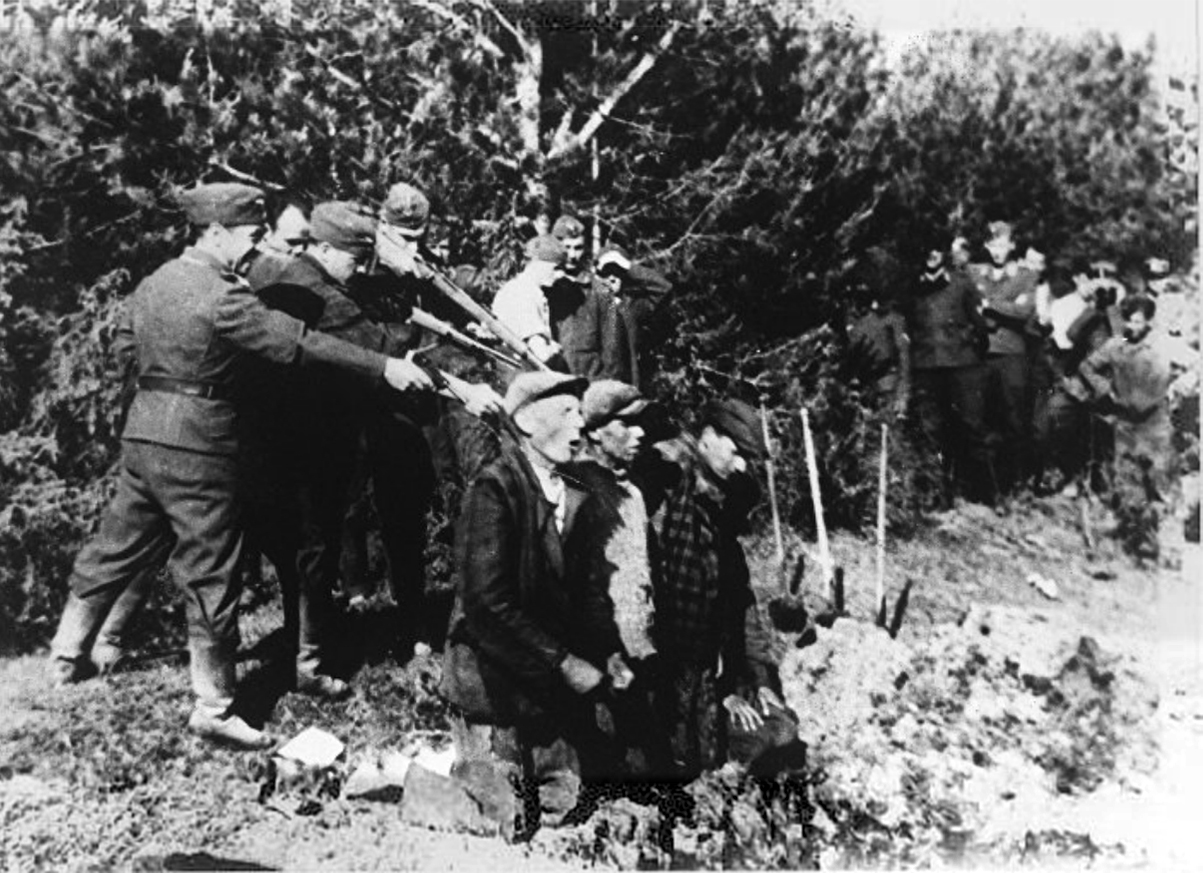
소련인을 죽이는 독일군.

특수작전특공대(독일어: Einsatzkommandos 아인자츠코만도즈[*])는 특수작전집단의 하위 구성단위이다. 그 대원 총수는 최대 3,000명 이상이라고도 하지만 대개 500-1,000명 사이로 추산된다. 특공대원들은 친위대원 및 게슈타포로 이루어져 있었으며 이들은 독일이 어느 지역을 점령하여 전선을 밀어내면 전선에서 멀리 떨어진 후방에서 유대인, 폴란드 식자층, 집시, 공산주의자, NKVD 협조자들을 색출해 죽이는 일을 했다. 소련과의 전쟁이 개시되고(바르바로사 작전) 붉은 군대가 너무 빠르게 후퇴하여 광대한 지역이 확보되자 특수작전집단은 또 소규모의 특수작전특공대들로 나뉘어 돌아다니며 유대인 등을 죽였다. 특수작전특공대 장교들은 대부분 종전 이후 전쟁범죄자로 기소되어 교수형을 당했다(특수작전집단 재판).

## 편제 및 지휘관

### 폴란드의 초기 특수작전집단
1. 제1특수작전집단 빈(Einsatzgruppe I–Wien): 브루노 슈트레켄바흐 친위대 연대지도자.[3] 제14군과 함께 배치.
  1. 제1/1특수작전특공대(Einsatzkommando 1/I): 루트비히 한 친위대 돌격대지도자
  2. 제2/1특수작전특공대(Einsatzkommando 2/I): 브루노 뮐러 친위대 돌격대지도자
  3. 제3/1특수작전특공대(Einsatzkommando 3/I): 알프레트 하셀베르크 친위대 돌격대지도자
  4. 제4/1특수작전특공대(Einsatzkommando 4/I): 카를 브루너 친위대 돌격대지도자
2. 제2특수작전집단 오펠른(Einsatzgruppe II–Oppeln): 에마누엘 셰퍼 친위대 상급돌격대지도자,[3] 제10군과 함께 배치.
  1. 제1/2특수작전특공대(Einsatzkommando 1/II): 오토 젠즈 친위대 상급돌격대지도자
  2. 제2/2특수작전특공대(Einsatzkommando 2/II): 카를하인츠 룩스 친위대 돌격대지도자
3. 제3특수작전집단 브레슬라우(Einsatzgruppe III–Breslau): 한스 피셔 친위대 상급돌격대지도자 겸 서기관.[3] 제8군과 함께 배치.
  1. 제1/3특수작전특공대(Einsatzkommando 1/III): 빌헬름 샤르프빈켈 친위대 돌격대지도자
  2. 제2/3특수작전특공대(Einsatzkommando 2/III): 프리츠 리프하르트 친위대 돌격대지도자
4. 제4특수작전집단 드람부르크(Einsatzgruppe IV–Dramburg): 로타르 보이텔 친위대 여단지도자.[3] 1939년 10월 요제프 알베르트 마이징거로 교체. 제4군과 함께 배치.
  1. 제1/4특수작전특공대(Einsatzkommando 1/IV): 헬무트 비쇼프 친위대 돌격대지도자 겸 서기관.
  2. 제2/4특수작전특공대(Einsatzkommando 2/IV): 발터 하머 친위대 돌격대지도자 겸 서기관.
5. 제5특수작전집단 알렌슈타인(Einsatzgruppe V–Allenstein): 에른스트 담초크 친위대 연대지도자.[3] 제3군과 함께 배치.
  1. 제1/5특수작전특공대(Einsatzkommando 1/V): 하인츠 그레페 친위대 돌격대지도자 겸 서기관.
  2. 제2/5특수작전특공대(Einsatzkommando 2/V): 로베르트 셰페 친위대 돌격대지도자 겸 서기관.
  3. 제3/5특수작전특공대(Einsatzkommando 3/V): 발터 알바흐 친위대 돌격대지도자 겸 서기관.
6. 제6특수작전집단(Einsatzgruppe VI): 에리히 나우만 친위대 상급지도자. 벨코폴스카 지역에 배치.
  1. 제1/6특수작전특공대(Einsatzkommando 1/VI): 프란츠 소머 친위대 돌격대지도자.
  2. 제2/6특수작전특공대(Einsatzkommando 2/VI): 게르하르트 플레슈 친위대 돌격대지도자.
7. 특수배치특수작전집단(Einsatzgruppe z. B.V): 우도 폰 보이르슈 친위대 상급집단지도자 및 오토 라슈 친위대 상급지도자. 오버슐레지엔과 테셰너슐레지엔 지역에 배치.
8. 제16특수작전특공대 단치히(Einsatzkommando 16 Danzig): 루돌프 트뢰거 친위대 돌격대지도자.[3] 포메라니아 지역에 배치.

### A 특수작전집단
A 특수작전집단(Einsatzgruppe A)은 1941년 6월 23일 동프로이센에서 편성되어 북부 집단군과 함께 움직였다.
역대 지휘관:
1. 친위대 여단지도자 겸 경찰 소장 프란츠 발터 슈타흘레커 박사 (1941년 6월 22일–1942년 3월 23일)
2. 친위대 여단지도자 겸 경찰 소장 하인츠 요스트 (1942년 3월 29일–1942년 9월 2일)
3. 친위대 상급지도자 겸 경찰 대령 훔베르트 아하머피프라더 박사 (1942년 9월 2일–1943년 9월 4일)
4. 친위대 상급지도자 프리드리히 판킹거 (1943년 9월 5일–1944년 5월 6일)
5. 친위대 상급지도자 겸 경찰 대령 빌헬름 푸흐즈 박사 (1944년 5월 6일–1944년 10월 10일)

제1a특별특공대(Sonderkommando 1a)
1. 친위대 상급돌격대지도자 마르틴 잔트베르거 박사 (1941년 6월–1943년)
2. 친위대 상급돌격대지도자 베른하르트 바츠 (1943년 8월 1일–1944년 10월 15일)

제1b특별특공대(Sonderkommando 1b)
1. 친위대 상급지도자 겸 경찰 대령 에리히 에흐를링거 (1941년 6월–11월)
2. 친위대 돌격대지도자 발터 호프만 (1942년 1월–1942년 3월)
3. 친위대 상급돌격대지도자 에두아르트 슈트라우흐 박사 (1942년 3월–1942년 8월)
4. 친위대 돌격대지도자 에리히 이셀호르스트 박사 (1943년 6월 30일–1943년 10월 1일)

제1a특수작전특공대(Einsatzkommando 1a)
1. 친위대 상급돌격대지도자 마르틴 잔트베르거 박사 (1942년 6월–1942년)
2. 친위대 상급돌격대지도자 카를 츠헤르슈키 (1942년)
3. 친위대 돌격대지도자 에리히 이셀호르스트 박사 (1942년 11월 – 1943년 6월)
4. 친위대 상급돌격대지도자 베른하르트 바츠 (1943년 6월–1943년 8월)

제1b특수작전특공대(Einsatzkommando 1b)
1. 친위대 돌격대지도자 헤르만 후비히 박사 (1942년 6월–1942년 10월)
2. 친위대 돌격대지도자 만프레트 페하우 박사 (1942년 10월–1942년 11월)

제1c특수작전특공대(Einsatzkommando 1c)
1. 친위대 돌격대지도자 쿠르트 그라프 (1942년 8월 1일-1942년 11월 28일)

제2특수작전특공대(Einsatzkommando 2)
1. 친위대 상급돌격대지도자 루돌프 바츠 (1941년 6월–1941년 11월 4일)
2. 친위대 상급돌격대지도자 에두아르트 슈트라우흐 박사 (1941년 11월 4일–1941년 12월 2일)
3. 친위대 돌격대지도자 루돌프 랑게 박사 (1941년 12월 3일–1942년)
4. 친위대 돌격대지도자 만프레트 페하우 박사 (1942년 10월)
5. 친위대 돌격대지도자 라인하르트 브레더 (1943년 3월 26일 – 1943년 7월)
6. 친위대 상급돌격대지도자 오즈발트 포헤 (1943년 7월 30일–1944년 3월 2일)

제3특수작전특공대(Einsatzkommando 3)
1. 친위대 연대지도자 카를 예거(1941년 6월 – 1943년 8월 1일)
2. 친위대 상급지도자 겸 경찰 대령 빌헬름 푸흐즈 박사 (1943년 9월 15일 – 1944년 5월 27일)
3. 친위대 돌격대지도자 한츠요아힘 뵈흐메 (1944년 5월 11일–1944년 7월)

### B 특수작전집단
B 특수작전집단(Einsatzgruppe B)은 소련 침공 며칠 뒤에 편성되었으며 중부 집단군과 함께 움직였다.
역대 지휘관:
1. 친위대 집단지도자 겸 경찰 소장 아르투어 네베 (1941년 6월 – 1941년 11월)
2. 친위대 여단지도자 겸 경찰 소장 에리히 나우만 (1941년 11월 – 1943년 3월)
3. 친위대 연대지도자 호르스트 뵈흐메 (1943년 3월 12일 – 1943년 8월 28일)
4. 친위대 상급지도자 겸 경찰 대령 에리히 에흐를링거 (1943년 8월 28일 – 1944년 4월)
5. 친위대 상급지도자 겸 경찰 대령 하인리히 지트첸 (1944년 4월 28일 – 1944년 8월)
6. 친위대 연대지도자 호르스트 뵈흐메 (1944년 8월 12일)

제7a특별특공대(Sonderkommando 7a) - 빌뉴스, 네벨, 하라도크, 비테브슈크, 르제프, 뱌즈마, 칼리닌, 클린치에서 1,344 명 살해
1. 친위대 연대지도자 발터 블루메 (1941년 6월 – 1941년 9월)
2. 친위대 연대지도자 오이겐 슈타이믈레 (1941년 9월 – 1941년 12월)
3. 친위대 최고돌격지도자 쿠르트 마트슈케 (1941년 12월 – 1942년 2월)
4. 친위대 상급돌격대지도자 알베르트 라프 (1942년 2월 – 1943년 1월 28일)
5. 친위대 돌격대지도자 헬무트 루스 (1943년 6월 – 1944년 6월)
6. 친위대 연대지도자 게르하르트 바슈트 (1944년 6월 – 11월)

제7b특별특공대(Sonderkommando 7b) - 브레스트-리토프스크, 코브린, 프루즈하니, 슬로님, 바라노비치, 스토우프치, 민스크, 오르샤, 클린지, 브리안스크, 쿠르스크, 체리고프, 오렐에서 6,788 명 살해
1. 친위대 연대지도자 귄터 라우슈 (1941년 6월 – 1942년 2월)
2. 친위대 상급돌격대지도자 아돌프 오트 (1942년 2월 – 1943년 1월)
3. 친위대 상급돌격대지도자 요제프 아우잉거 (1942년 7월 – 1943년 1월)
4. 친위대 상급돌격대지도자 카를게오르크 라베 (1943년 1월 – 1944년 10월)

제7c특별특공대(Sonderkommando 7c)
1. 친위대 돌격대지도자 프리드리히빌헬름 보크 (1942년 6월)
2. 친위대 최고돌격지도자 에른스트 슈뮈커 (1942년 6월 – 1942년)
3. 친위대 돌격대지도자 빌헬름 블뤼흠 (1942년 – 1943년 7월)
4. 친위대 돌격대지도자 한스 에크하르트 (1943년 7월 – 1943년 12월)

제8특수작전특공대(Einsatzkommando 8) - 볼코비스크, 바라노비치, 바브루이스크, 라호이스크, 모길레프, 민스크에서 74,740 명 살해
1. 친위대 상급돌격대지도자 오토 브라트피슈 박사 (1941년 6월 – 1942년 4월)
2. 친위대 돌격대지도자 하인츠 리히터 (1942년 4월 1일 – 1942년 9월)
3. 친위대 돌격대지도자 에리히 이셀호르스트 박사 (1942년 9월 – 1942년 11월)
4. 친위대 상급돌격대지도자 한스게르하르트 쉰드헬름 (1942년 11월 7일 – 1943년 10월)
5. 친위대 돌격대지도자 알프레트 렌되르퍼 ( ? – ? )

제9특수작전특공대(Einsatzkommando 9) - 빌나, 그로드노, 리다, 비엘스크-포들라스키, 네벨, 레펠, 수라즈, 뱌즈마, 그자츠크, 모자이스크, 비텝스크, 스몰렌스크, 바레나에서 41,340 명 살해
1. 친위대 상급돌격대지도자 알프레트 필버트 (1941년 6월 – 1941년 10월 20일)
2. 친위대 상급돌격대지도자 오즈발트 셰퍼 (1941년 10월 – 1942년 2월)
3. 친위대 상급돌격대지도자 빌헬름 비벤즈 (1942년 2월 – 1943년 1월)
4. 친위대 상급돌격대지도자 프리드리히 부하르트 (1943년 1월 – 1944년 10월)
5. 친위대 돌격대지도자 베르너 켐프 (1943년 10월 – 1944년 3월)

전방특공대 모스카우(Vorkommando Moskau) - 제7c특별특공대(Sonderkommando 7c)라고도 한다. 모스크바에서 활동하다가 모스크바가 함락되지 않자 제7b특별특공대와 합쳐져 스몰렌스크에서 4,660 명을 죽였다.
1. 친위대 여단지도자 프란츠 직스 교수 (1941년 6월 20일 – 1941년 8월 20일)
2. 친위대 상급돌격대지도자 발데마르 클링겔회퍼 (1941년 8월 – 1941년 9월)
3. 친위대 상급돌격대지도자 에리히 쾨르팅 박사 (1941년 9월 – 1941년 12월)
4. 친위대 돌격대지도자 프리드리히 부하르트 박사 (1941년 12월 – 1942년 1월)
5. 친위대 돌격대지도자 프리드리히빌헬름 보크 (1942년 1월–1942년 6월)

### C 특수작전집단
C 특수작전집단(Einzatzgruppe C)은 남부 집단군과 함께 움직였으며 다 합해 118,341 명을 죽였다.
역대 지휘관:
1. 친위대 여단지도자 겸 경찰 소장 오토 라슈 박사 (1941년 6월 – 1941년 10월)
2. 친위대 집단지도자 겸 경찰 중장 막스 토마스 (1941년 10월 – 1943년 4월 29일)
3. 친위대 연대지도자 호르스트 뵈흐메 (1943년 9월 6일 – 1944년 3월)

제4a특수작전특공대(Einsatzkommando 4a) - 리비우, 루츠크, 로브노, 지토미르, 페레야슬라우흐멜니츠키, 야고틴, 이반코프, 라도미실, 루브니, 폴타바, 키예프(바비 야르), 쿠르스크, 하르키우에서 59,018 명 살해
1. 친위대 연대지도자 파울 블로벨 (1941년 6월 – 1942년 1월 13일)
2. 친위대 상급돌격대지도자 에르빈 바인만 (1942년 1월 13일 – 1942년 7월 27일)
3. 친위대 돌격대지도자 오이겐 슈타이믈레 (1942년 8월 – 1943년 1월 15일)
4. 친위대 돌격대지도자 프리드리히 슈미트 (1943년 1월 – 1943년 2월)
5. 친위대 돌격대지도자 테오도어 크리스텐젠 (1943년 3월 – 1943년 12월)

제4b특수작전특공대(Einsatzkommando 4b) - 리비우, 테르노필, 크레멘추크, 폴타바, 슬로우얀스크, 프로스쿠로프, 빈니차, 크라마토르스크, 호를리우카, 로스토프에서 6,329 명 살해
1. 친위대 상급돌격대지도자 귄터 헤르만 (1941년 6월 – 1941년 10월)
2. 친위대 상급돌격대지도자 프리츠 브라우네 (1941년 10월 2일 – 1942년 3월 21일)
3. 친위대 상급돌격대지도자 발터 헨슈 박사 (1942년 3월 – 1942년 7월)
4. 친위대 상급돌격대지도자 아우구스트 마이어 (1942년 7월 – 1942년 11월)
5. 친위대 돌격대지도자 프리드리히 쥐어 (1942년 11월 – 1943년 8월)
6. 친위대 돌격대지도자 발데마르 크라우제 (1943년 8월 – 1944년 1월)

제5특수작전특공대(Einsatzkommando 5) - 리비우, 브로디, 두브노, 베르디체프, 스크비라, 키예프(바비 야르)에서 150,000 명 이상 살해
1. 친위대 상급지도자 에르빈 슐츠[5] (1941년 6월 – 1941년 8월)
2. 친위대 돌격대지도자 아우구스트 마이어 (1941년 9월 – 1942년 1월)

제6특수작전특공대(Einsatzkommando 6) - 리비우, 졸로치프, 지토미르, 프로스쿠로프, 빈니차, 드니프로페트로프스크, 크리비리흐, 스탈리노, 로스토프에서 5,577 명 살해
1. 친위대 연대지도자 에르하르트 크뢰거 박사 (1941년 6월 – 1941년 11월)
2. 친위대 돌격대지도자 로베르트 뫼어 (1941년 11월 – 1942년 9월)
3. 친위대 상급돌격대지도자 에른스트 비버슈타인 (1942년 9월 – 1943년 5월)
4. 친위대 돌격대지도자 프리드리히 쥐어 (1943년 8월 – 1943년 11월)

### D 특수작전집단
D 특수작전집단(Einsatzgruppe D)은 1941년 6월 편성되어 1943년 3월까지 활동했다. 제11군과 함께 움직였다. 다 합해서 91,728 명 이상을 죽였다.
역대 지휘관:
1. 친위대 집단지도자 겸 경찰 중장 오토 올렌도르프 박사 (1941년 6월 – 1942년 7월)
2. 친위대 여단지도자 겸 경찰 소장 발터 비어캄프 (1942년 7월 – 1943년 3월)

제10a특수작전특공대(Einsatzkommando 10a)
1. 친위대 상급지도자 겸 경찰 대령 하인리히 지트첸 (1941년 6월 – 1942년 7월)
2. 친위대 돌격대지도자 쿠르트 크리스트만 박사 (1942년 8월 – 1943년 7월)

제10b특수작전특공대(Einsatzkommando 10b)
1. 친위대 상급돌격대지도자 알로이즈 페르슈테어 (1941년 6월 – 1942년 12월)
2. 친위대 돌격대지도자 에두아르트 예담치크 (1942년 12월 – 1943년 2월)

제11a특수작전특공대(Einsatzkommando 11a)
1. 친위대 상급돌격대지도자 파울 차프 (1941년 6월 – 1942년 7월)
2. 프리츠 마우어 (1942년 7월 – 1942년 10월)
3. 친위대 돌격대지도자 게르하르트 바슈트 박사 (1942년 11월 – 1942년 12월)
4. 친위대 돌격대지도자 베르너 헤르즈만 (1942년 12월 – 1943년 5월)

제11b특수작전특공대(Einsatzkommando 11b)
1. 친위대 돌격대지도자 한스 웅글라우베 (1941년 6월 – 1941년 7월)
2. 친위대 상급돌격대지도자 브루노 뮐러 (1941년 7월 – 1941년 10월)
3. 친위대 상급돌격대지도자 베르너 브라우네 (1941년 10월 – 1942년 9월)
4. 친위대 상급돌격대지도자 파울 슐츠 (1942년 9월 – 1943년 2월)

제12특수작전특공대(Einsatzkommando 12)
1. 친위대 상급돌격대지도자 구스타프 아돌프 노스케 (1941년 6월 – 1942년 2월)
2. 친위대 돌격대지도자 에리히 뮐러 박사 (1942년 2월 – 1942년 10월)
3. 친위대 상급돌격대지도자 귄터 헤르만 (1942년 10월 – 1943년 3월)

### E 특수작전집단
역대 지휘관:
1. 친위대 상급돌격대지도자 루트비히 티흐만 (1941년 8월 – 1943년 4월)
2. 친위대 연대지도자 귄터 헤르만 (1943년 4월 – 1944년)
3. 친위대 상급지도자 겸 경찰 대령 빌헬름 푸흐즈 (1944년 10월 – 1944년 11월)

제10b특수작전특공대(Einsatzkommando 10b)
1. 친위대 상급돌격대지도자 겸 상급서기관 요아힘 도이믈링 (1943년 3월 – 1945년 1월)
2. 친위대 돌격대지도자 프란츠 슈프린츠 (1945년 1월 – 1945년 5월)

제11a특수작전특공대(Einsatzkommando 11a)
1. 친위대 돌격대지도자 겸 서기관 루돌프 코른되르퍼 (1943년 5월 – 1943년 9월)
2. 친위대 상급돌격대지도자 안톤 페슈트 (1943년 9월 – 1945년)

제15특수작전특공대(Einsatzkommando 15)
1. 친위대 최고돌격지도잦 빌리 볼터 (1943년 6월 – 1944년 9월)

제16특수작전특공대(Einsatzkommando 16) - 1939년 가을에서 1940년 봄 사이 비엘카 피아슈니차에서 피아슈니차 학살을 저질렀다. 이때 폴란드인, 유대인, 체코인, 독일인을 다 합해 12,000 명에서 16,000 명을 살해했다.
1. 비밀국가경찰 친위대 상급돌격대지도자 루돌프 트뢰거 (1939년 – 1940년)[3]
2. 친위대 상급돌격대지도자 겸 상급서기관 요하네스 튀믈러 (1943년 7월 – 1943년 9월)
3. 친위대 상급돌격대지도자 요아힘 프라이탁 (1943년 9월 – 1944년 10월)

특수작전특공대 아그람(Einsatzkommando Agram)
1. 친위대 돌격대지도자 겸 서기관 루돌프 코른되르퍼 (1943년 9월)

### 세르비아 특수작전집단
1. 친위대 상급지도자 겸 경찰 대령 빌헬름 푸흐즈 (1941년 4월 – 1942년 1월)
2. 친위대 상급지도자 에마누엘 셰퍼 (1942년 1월)

### 특수작전특공대 튀니스
특수작전특공대 튀니스(Einsatzkommando Tunis)는 튀니스에서 활동했으며 친위대 장교 발터 라우프가 대장이었다.

## 참고 자료
- Headland, Ronald (1992). Messages of Murder: A Study of the Reports of the Security Police and the Security Service. Associated University Presses. ISBN 0-8386-3418-4.